# 4520 Dovzhenko
A 4520 Dovzhenko (ideiglenes jelöléssel 1977 QJ3) a Naprendszer kisbolygóövében található aszteroida. Nyikolaj Sztyepanovics Csernih fedezte fel 1977. augusztus 22-én.